# ロシアの国立公園

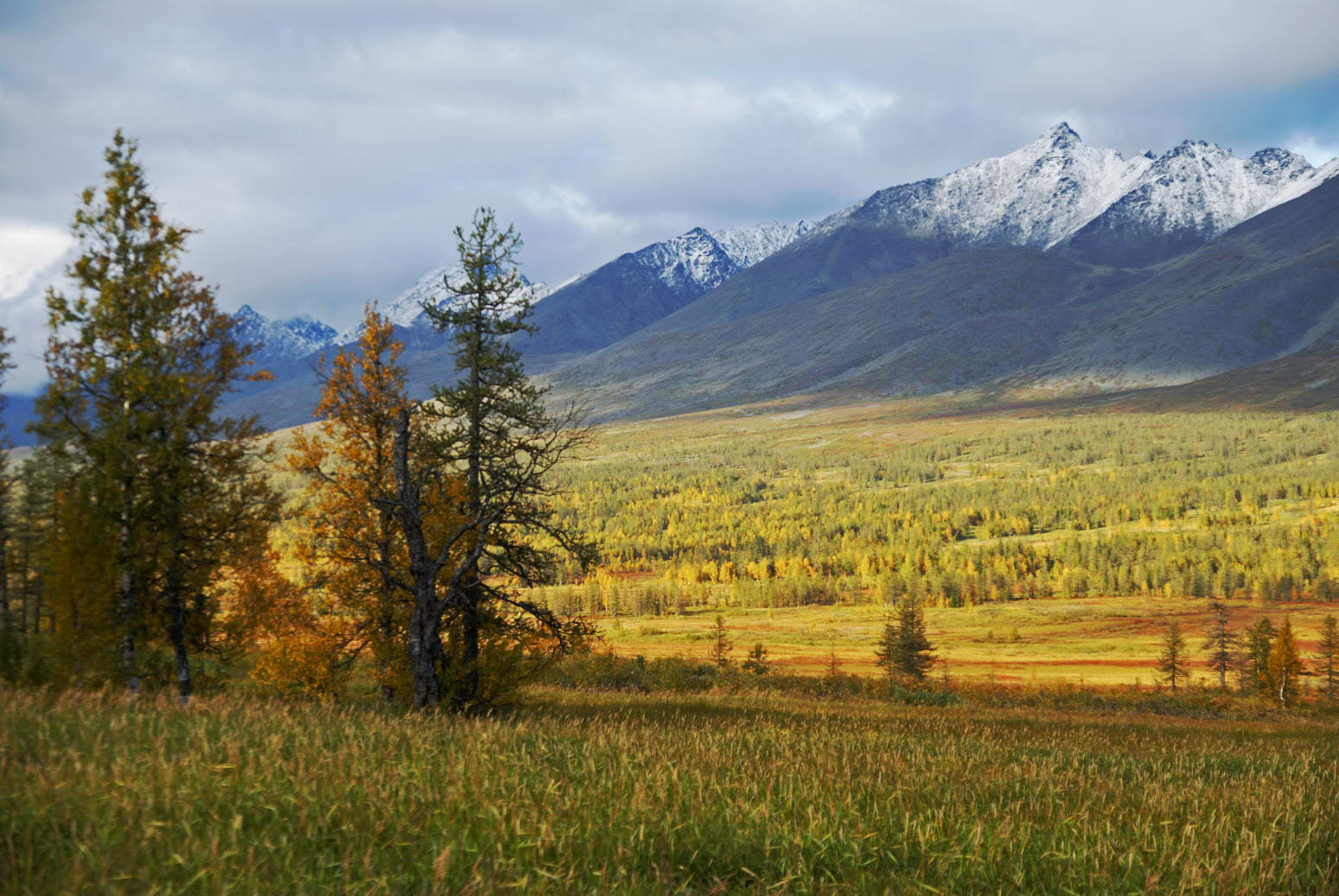
コミの原生林国立公園

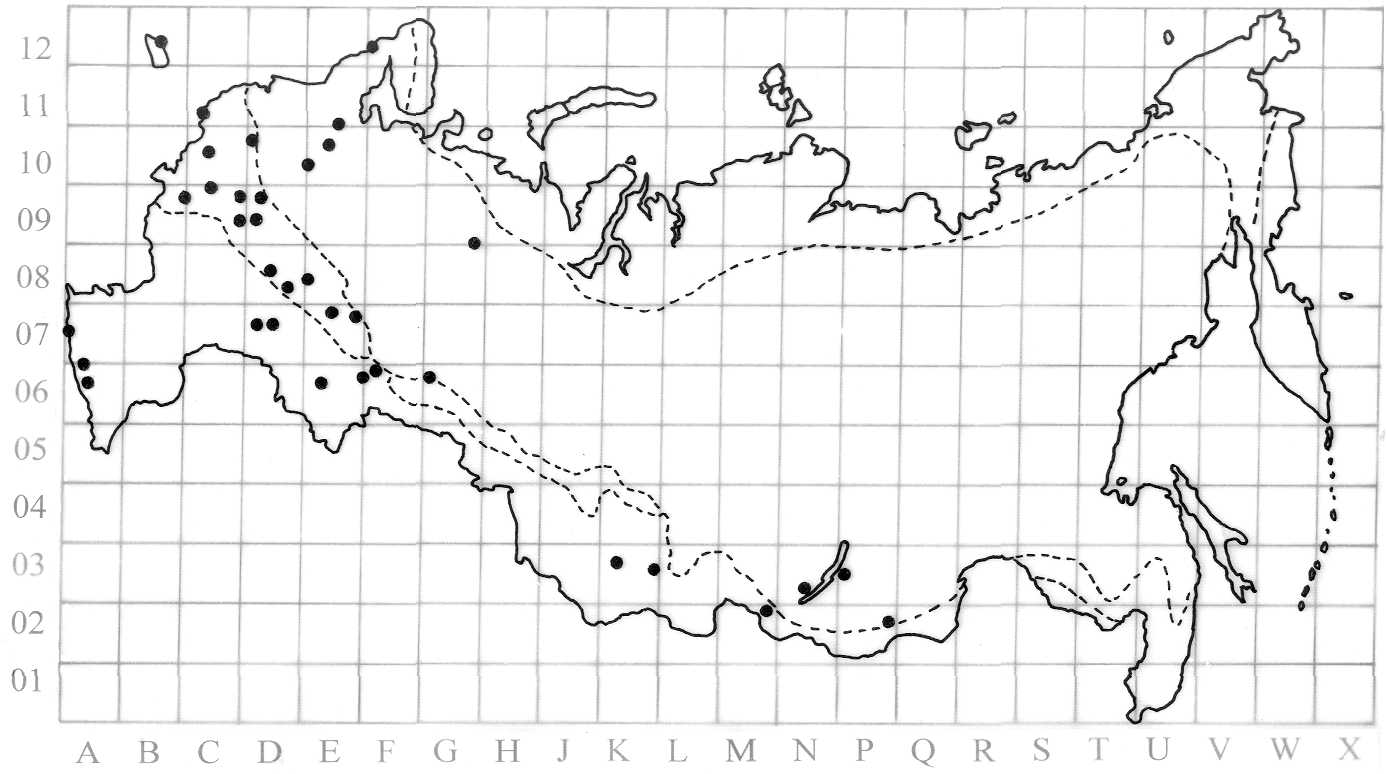
ロシアの国立公園の位置

ロシアの国立公園（ロシアのこくりつこうえん、ロシア語: Национальные парки России）は、ロシアにある国立公園で、現在64か所ある。

## 概要
1960年代まで、ソビエト連邦には自然保護区とザカズニック（おもに狩猟用）しか存在していなかったため、観光客がリラックスして自然の世話をすることを目的とした保護地域の形態を作成する国際的な経験は非常に重要であった 1961年、ソビエト連邦科学アカデミー地理学研究所の所長であるイノケンティ・ゲラシモフ（Innokenti Gerasimov）が率いるソビエト地理学者が米国を訪れた。この旅行は、環境保護における米国の経験の紹介であり、ソビエトの科学者はイエローストーン国立公園とグレートスモーキーマウンテン国立公園を訪れた。
旅行の後、ゲラシモフはソ連に自然公園を作るという考えに戻り、1965年に「バイカル自然公園」の作成を提案した。同様の自然公園は、ヴァルダイ丘陵のセリゲル湖にも提案された。1966年、新聞「コムソモリスカヤ・プラウダ」は、ソ連に自然公園のシステムを構築する必要性について述べて、ゲラシモフとウラジーミル・プレオブラジェンスキーによる記事を発表した。自然公園は観光客がリラックスできる場所として考えていたが、公園の一部の地域で動植物を保護するために、観光客はガイドなしで訪れることはできなかった。
ロシアで最も古い国立公園は、ソチ国立公園とモスクワ近郊のロシヌイ・オストロフ国立公園（1983年）である。続いて、サマーラ川国立公園（1984年）、マリー・チョドラ国立公園（1985年）、バシコルトスタン共和国国立公園、沿バイカル国立公園、ザバイカリスキー国立公園（1986年）が設定された。
ロシアの国立公園は現在、ロシア天然資源・環境省が管理している。

## 一覧
以下は、ロシアの国立公園のうちの一部である（あいうえお順）。
- ヴァルダイ丘陵国立公園
- ウグラ川国立公園
- エルブルス山国立公園
- 沿バイカル国立公園
- オリョール州国立公園
- カマ川国立公園
- クルシュー砂州国立公園
- コミの原生林国立公園
- ザバイカリスキー国立公園
- サマーラ川国立公園
- シャンタル諸島国立公園
- スモレンスク州国立公園
- セーベジ国立公園
- ソチ国立公園
- マリー・チョドラ国立公園
- ロシヌイ・オストロフ国立公園